# Hassell (Carolina del Nord)
Hassell è un comune degli Stati Uniti d'America, situato in Carolina del Nord, nella contea di Martin.